# 白瓦萊普河

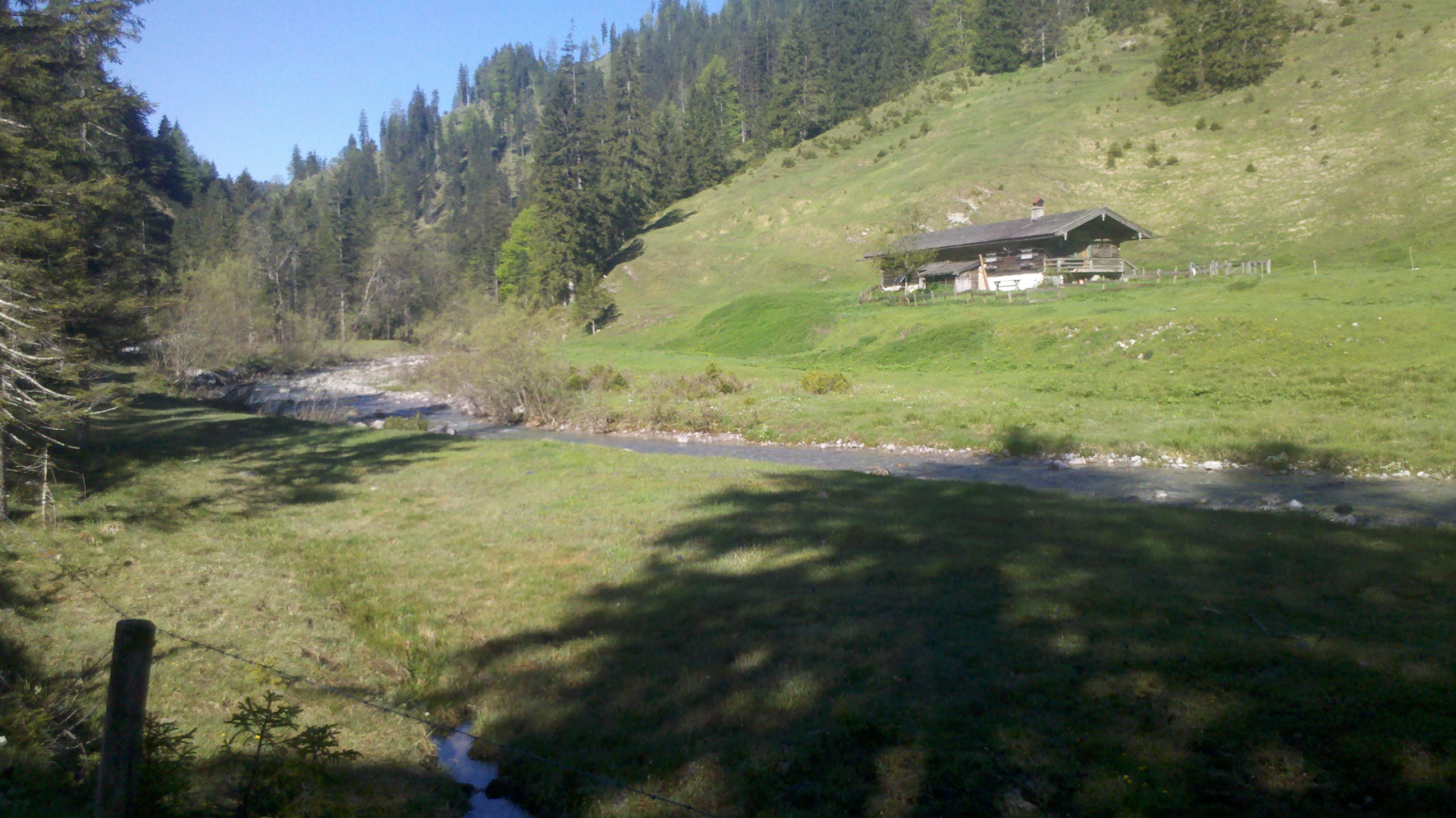
白瓦萊普河

47°37′06″N 11°53′31″E / 47.61831°N 11.89191°E
白瓦萊普河（德語：Weiße Valepp），是德國的河流，位於該國東南部，由巴伐利亞負責管轄，河道全長5.1公里，由新阿爾彭巴赫河和勞恩薩克巴赫河匯流而成，左支流有安克巴赫河。